# Pierre runique de Karlevi

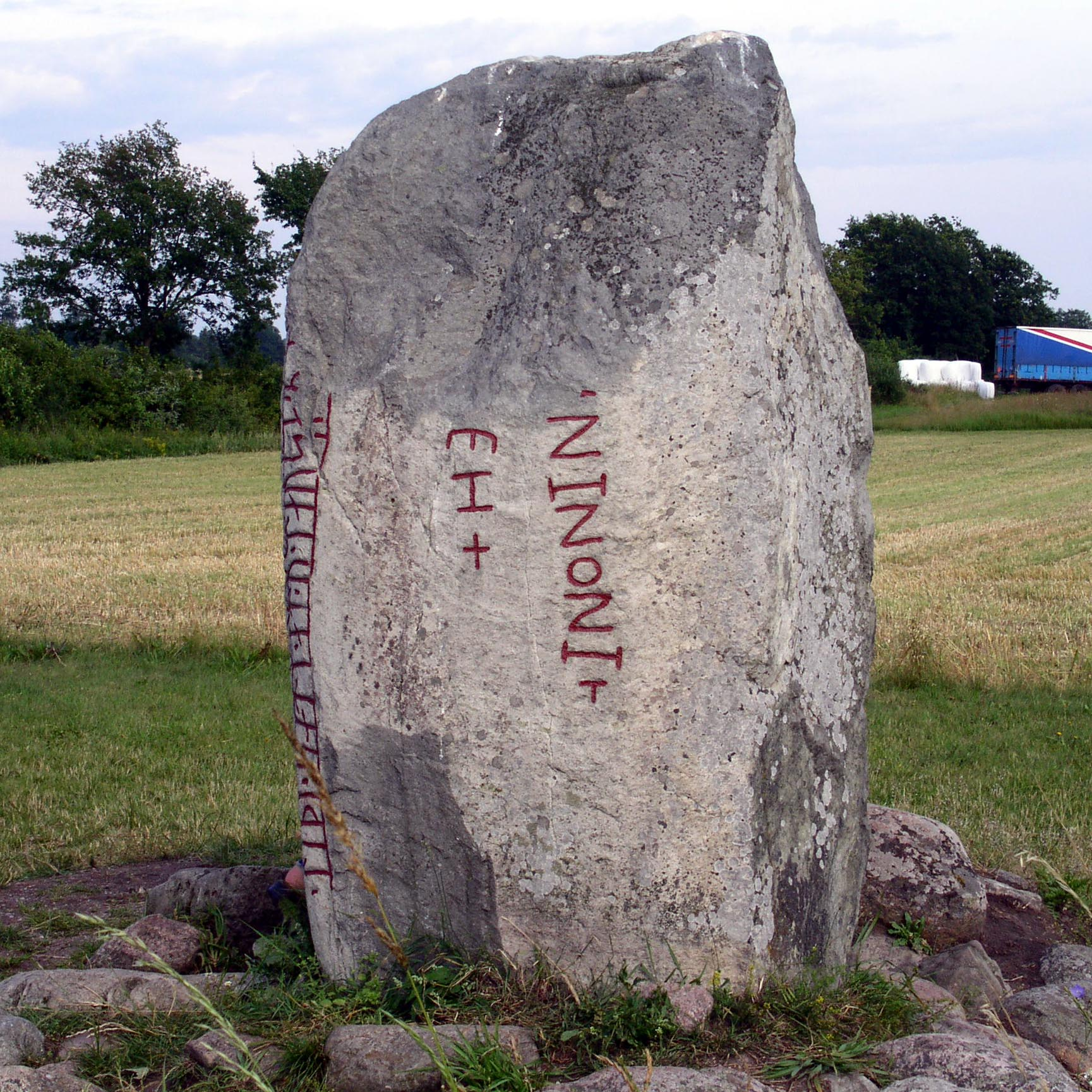
Verso de la pierre runique

La pierre runique de Karlevi, désignée comme Öl 1 par Rundata, est située près du détroit de Kalmar, à Karlevi, sur l'île d'Öland, en Suède. Elle est généralement datée vers la fin du Xe siècle. C'est l'une des pierres runiques les plus remarquables et les plus importantes de Suède, car elle constitue le plus ancien enregistrement d'une strophe de vers scaldiques.

## Description
L'inscription runique sur la pierre runique de Karlevi est en partie en prose, en partie en vers. C'est le seul exemple d'une strophe scaldique complète conservée sur une pierre runique et elle est composée dans le « vers majestueux », le dróttkvætt. Elle se distingue par la mention de la fille de Thor, Þrúðr, ainsi que Viðurr, l'un des noms d'Odin, dans les kennings pour "chef". Dans la seconde moitié de la strophe, une référence est faite au Danemark, mais on ne sait pas exactement ce que cela signifie dans ce contexte poétique.
La pierre est contemporaine de la bataille du Fýrisvellir, et il est donc possible qu'elle ait été érigée par des guerriers qui y ont participé, en mémoire de leur seigneur.
L'inscription, qui est gravée sur une pierre de granit mesurant 1,4 mètre de hauteur, est classée comme étant de style runique RAK. Les inscriptions avec un texte runique sur des bandes qui n'ont pas de têtes de dragon ou de serpent attachées et dont les extrémités sont droites sont incluses dans ce classement. Il semble que l'écriture non runique sur le verso soit accompagnée d'une petite croix chrétienne et du marteau païen nordique de Thor, également connu sous le nom de Mjöllnir. D'autres pierres runiques ou inscriptions survivantes représentant le marteau de Thor incluent les pierres runiques U 1161 à Altuna, Sö 86 à Åby, Sö 111 à Stenkvista, Vg 113 à Lärkegapet, DR 26 à Laeborg, DR 48 à Hanning, DR 120 à Spentrup et DR 331 à Gårdstånga,.

## Inscription
Translittération des runes en caractères latins :
+ sa... --(s)- i(a)s * satr * aiftir * si(b)(a) * kuþa * sun * fultars * in hons ** liþi * sati * at * u * -ausa- þ-... + : fulkin : likr : hins : fulkþu : flaistr (:)* uisi * þat * maistar * taiþir : tulka * þruþar : traukr : je : þaimsi * huki * munat : raiþ:uiþur : raþa : ruk:starkr * i * tanmarku : --ntils : iarmun**kruntar : urkrontari : longi
| Transcription en vieux norrois (dialecte suédo-danois) : S[t]æ[inn] [sa]s[i] es sattr æftiʀ Sibba Goða, sun Fuldars, en hans liði satti at ... ... Fulginn liggʀ hinns fylgðu, flæstr vissi þat, mæstaʀ dæðiʀ dolga Þruðaʀ draugʀ i þæimsi haugi ; munat Ræið-Viðurr raða rogstarkʀ i Danmarku [Æ]ndils iarmungrundaʀ uʀgrandaʀi landi. |  | Ancienne traduction : Cette pierre est érigée en mémoire de Sibbi Godi / Godi, fils de Foldarr, et de sa suite installée sur ... Caché se trouve celui qui a suivi (la plupart le savent) les plus grands exploits, le guerrier des batailles de Þrud, dans ce monticule.. Jamais existe un plus honnête, combattant dur « wagon-Viðurr » sur élargi royaume de Endill a gouverné le pays du Danemark. |  | Traduction plus récente : Cette pierre a été érigée en mémoire de Sibbi le Bon, le fils de Fuldarr, et de sa suite placée sur ... ... Il repose caché, lui qui a été suivi des plus grandes réalisations (beaucoup le savent) un chef (arbre de bataille de [la déesse] Þrúðr) dans ce monticule; Plus jamais un tel guerrier des mers agguerri (Viðurr-de-Transport de [le roi de la mer] et son domaine puissant (= Dieu des navires de mer), ne régnera sur la terre au Danemark. |  |

Foote et Wilson proposent une version plus idiomatique de la strophe poétique :
L'arbre de Thrúd des hostilités, l'homme que les plus grandes vertus accompagnaient - la plupart des hommes le savent - repose dans ce monticule ; un char-Vidur plus droit de la terre merveilleusement large d'Endil ne régnera pas, fort de la guerre, sur la terre du Danemark.
Le revers de la pierre porte également une inscription non runique In nomin[e] (? ) Ie[su] (?) qui peut vouloir dire « Au nom de Jésus ».